# Thomas Benjamin Fitzpatrick
Thomas Benjamin Fitzpatrick (* 1896; † 1974) war ein US-amerikanischer Marineoffizier. Im Jahr 1936 war er für fünf Tage kommissarischer Militärgouverneur von Amerikanisch-Samoa.

## Werdegang
Thomas Fitzpatrick war Offizier in der United States Navy, in der er den Rang eines Commander erreichte, der einem Oberstleutnant der Armee entspricht. Aus seinem Offiziersstatus kann man auf einen Besuch auf einer Marineakademie schließen. Zwischen dem 15. und dem 20. Januar 1936 war er kommissarischer Gouverneur in Amerikanisch-Samoa. Dabei überbrückte er die Zeit zwischen dem ausscheidenden Gouverneur Otto Dowling und dem Amtsantritt von dessen Nachfolger MacGillivray Milne. Während des Zweiten Weltkrieges kommandierte Fitzpatrick das Kriegsschiff USS Zeilin, das unter anderem während der Schlacht um die Gilbertinseln Truppen anlandete.
| Personendaten    | Personendaten                    |
| ---------------- | -------------------------------- |
| NAME             | Fitzpatrick, Thomas Benjamin     |
| KURZBESCHREIBUNG | US-amerikanischer Marineoffizier |
| GEBURTSDATUM     | 1896                             |
| STERBEDATUM      | 1974                             |